# Dorthe Bomholdt Ravnsbæk
Dorthe Bomholdt Ravnsbæk (født 31. juli 1983) er en dansk kemiker og professor i materialekemi på Aarhus Universitet, hvor hun især forsker i materialer til genopladelige batterier. Hun har modtaget en række forskningspriser, heriblandt både Grundfosprisen og EliteForsk-prisen.
Hun læste ph.d. på Aarhus Universitet, hvor hun blev færdig i 2011. Hun var herefter postdoc samme sted i en kort periode, og var herefter postdoc på Massachusetts Institute of Technology fra 2012-2014. Efter hun vendte tilbage til Danmark var hun først lektor på Aarhus Universitet i 2014-2015, og herefter på Syddansk Universitet, indtil hun blev udnævnt til professor på Aarhus Universitet i 2021.

## Hæder
- 2011 EuroScience: European Young Researcher Award[5]

- 2012 Aarhus University Award
- 2012 Aarhus University Research Foundation PhD award
- 2012 Danish Academy of Science PhD award
- 2014 Award for Excellent International Research Collaboration
- 2016 L’Oreals Women in Science International Rising Talent Award[6]
- 2021 Grundfosprisen[7]
- 2023 EliteForsk-prisen